# Miss International 1999
Miss International 1999, trentanovesima edizione di Miss International, si è tenuta presso l'U-Port Hall di Tokyo il 14 dicembre 1999. La colombiana Paulina Gálvez è stata incoronata Miss International 1999.

## Risultati

### Piazzamenti
| Risultato finale        | Concorrente |
| ----------------------- | --- |
| Miss International 1999 | - Colombia - Paulina Gálvez |
| 2ª classificata         | - Spagna - Carmen Fernández |
| 3ª classificata         | - Finlandia - Saija Palin |
| Semifinaliste           | - Brasile - Alessandra do Nascimento - Cipro - Afroditi Pericleous - Curaçao - Pamela Winkel - Giappone - Kana Onoda - Nicaragua - Claudia Alaniz - Polonia - Adrianna Gerczew - Rep. Ceca - Sárka Sikorová - Rep. Dominicana - Patsi Arias - Russia - Maria Tchebotkevitch - Senegal - Aïcha Faye - Uruguay - Daniela Abasolo - Venezuela - Andreína Llamozas |

### Riconoscimenti speciali
| Riconoscimento    | Concorrente                                   |
| ----------------- | --------------------------------------------- |
| Miss Congeniality | - Isole Marianne Settentrionali - Miyuki Hill |
| Miss Photogenic   | - Colombia - Paulina Gálvez                   |

## Concorrenti
- Argentina - Romina Belluscio
- Aruba - Cindy Cam Tin Martinus
- Bolivia - Natalia Arteaga
- Brasile - Alessandra do Nascimento
- Cipro - Afroditi Pericleous
- Colombia - Paulina Gálvez
- Corea del Sud - Lee Jae-won
- Costa d'Avorio - Madaussou Kamara
- Curaçao - Pamela Winkel
- Egitto - Engy Abdalla
- Filippine - Georgina Anne Sandico
- Finlandia - Saija Palin
- Francia - Céline Cheuva
- Germania - Tania Freuderberg
- Giappone - Kana Onoda
- Grecia - Penelope Lentzou
- Guam -  Lourdes Jeanette Rivera
- Guatemala - Gladys Alvarado
- Hawaii - Christy Chung
- Hong Kong - Myolie Wu Hun-Yee
- India - Sri Krupa Murali
- Islanda -  Ásbjörg Kristinsdóttir
- Isole Marianne Settentrionali - Miyuki Hill
- Israele -  Nofit Shevach
- Lettonia - Agnese Keisha
- Libano - Clemence Achkar
- Macedonia - Delfina Zafirova
- Malaysia -  Andrea Franklin Gomez
- Malta - Catherine Seisan
- Messico - Graciela Soto Cámara
- Nicaragua -  Claudia Alaniz
- Norvegia - Anette Rusten
- Palau - Charlene Kaud Omelau
- Panama -  Blanca Elena Espinosa
- Polonia - Adrianna Gerczew
- Portogallo - Andreia Antunes
- Regno Unito - Janeth Kehinde Ayuba
- Rep. Ceca - Sárka Sikorová
- Rep. Dominicana - Patsi Arias
- Russia - Maria Tchebotkevitch
- Senegal - Aïcha Faye
- Singapore - Janice Koh Yeok Teng
- Slovacchia - Adela Bartkova
- Spagna - Carmen Fernández
- Stati Uniti - Jennifer Glover
- Togo - Deborah Tiyéna Bassuka
- Tunisia - Leïla Bent Abdesalem
- Turchia - Merve Alman
- Ucraina - Liliya Zalunina
- Uruguay - Daniela Abasolo
- Venezuela - Andreína Llamozas